# Pauli Jørgensen
Etvin Pauli Carl Jørgensen (* 4. Dezember 1905 in Frederiksberg; † 30. Oktober 1993 ebenda) war ein dänischer Fußballspieler und Club-Manager, der als Mittelstürmer national und international aktiv war. Mit 47 Einsätzen für die dänische Nationalmannschaft (1925 bis 1939) war er von 1939 bis 1961 über 22 Jahre lang Rekordnationalspieler und belegt mit 44 Toren bis heute den dritten Platz in der Liste der Rekordtorschützen.

## Fußballkarriere
Jørgensen begann seine Karriere bei dem dänischen Fußballverein Boldklubben 1908 (B 1908) im Jahre 1916, wechselte aber im Jahr 1918 zu BK Frem København. Er spielte 283 Spiele zwischen 1924 und 1942 für Boldklubben Frem und wurde mit dem Verein dänischer Meister in den Jahren 1931, 1933, 1936 und 1941. Den Dänischen Fußballpokal bekam er mit seiner Mannschaft 1927, 1938 and 1940. In der Saison 1936/37 führte Jørgensen die Torschützentabelle der 1. Division mit 19 Toren an.
International spielte Jørgensen in 47 Spielen für die dänische Nationalmannschaft, darunter 12 als Kapitän. Zwischen 1925 und 1939 erzielte er 44 Tore und liegt damit bis 2011 an Position 3 der Rekordschützen der dänischen Nationalmannschaft. Darüber hinaus spielte Jørgensen in rund 75 Spielen für die Kopenhagener Auswahlmannschaft Stævnet.

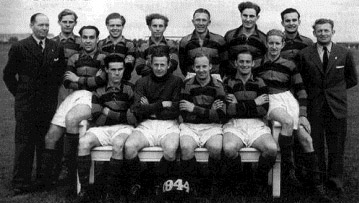
BK Frem København als dänischer Meister 1944, Pauli Jørgensen als Trainer ganz rechts

1942 beendete Jørgensen seine aktive Karriere und wurde Trainer von BK Frem København von 1943 bis 1945. Im Jahr 1944 gewann er die dänische Meisterschaft als Manager für Frem. Von 1947 bis 1948 ging er nach Norwegen als Trainer des Ski-og Ballklubben Drafn.
Pauli Jørgensen wurde 1971 ausgezeichnet als der bedeutendste dänische Fußball-Spieler für den Fußball während der ersten 50 Jahre der Dansk Boldspil Union (DBU). In den 1980er Jahren wurde er im Guinness-Buch der Rekorde als der älteste aktive Fußballer in Dänemark ausgezeichnet. Pauli Jørgensen starb am 30. Oktober 1993.